# Спилео (дем Гревена)
Вижте пояснителната страница за други значения на Спилео.
Спилео (на гръцки: Σπήλαιο) е село в Република Гърция, дем Гревена, област Западна Македония.

## География
Селото е разположено на 900 m надморска височина, на около 25 km югозападно от град Гревена, в източните части на планината Пинд. Южно от селото на Венетикос е красивият пролом Портица с каменния Портишки мост.

## История

### В Османската империя
В края на ХІХ век Спилео е гръцко християнско село в югозападната част на Гребенската каза на Османската империя. 
При входа на селото е разположен храмовият комплекс „Успение Богородично“, функционирал като манастир до 1929 година. В него има стенописи от 1641 и 1658 година. Селската църква „Свети Атанасий“ е от 1804 година. Освен нея в райна на Спилео има още четири църкви и параклиси. Спилейската крепост е обявена за защитен паметник.
Големият тридневен селски събор се провежда ежегодно от 14 до 16 август в чест на Успение Богородично (Голяма Богородица). На 23 декември вечерта се провежда друг традиционен празник, на който се пеят християнски песни и се поднасят местно вино и наденици.
Според статистиката на Васил Кънчов през 1900 година в Спилио живеят 409 гърци.
На Етнографската карта на Битолския вилает на Картографския институт в София от 1901 година Спилеон е чисто гръцко село в Гревенската каза на Серфидженския санджак със 79 къщи.
Според статистика на Серфидженския санджак на гръцкото консулство в Еласона от 1904 година в Спилеон (Σπήλαιον), Гревенска каза, живеят 600 гърци елинофони християни.
Към 1912 година в Спилео действа четата на капитан Рам.

### В Гърция
През Балканската война в 1912 година в селото влизат гръцки части и след Междусъюзническата в 1913 година Спилио влиза в състава на Кралство Гърция.
Христос Енислидис в 1951 година заявява, че в Спилео живеят 180 семейства и почти всички работят в имотите на манастира, без да уточнява за коя епоха става дума.
Населението произвежда земеделски култури, като се занимава и със скотовъдство.
| Име       | Име        | Ново име   | Ново име   | Описание                     |
| --------- | ---------- | ---------- | ---------- | ---------------------------- |
| Милос     | Μπλός      | Милеос     | Μηλεός     | връх ЮЗ от Спилео            |
| Карагаци  | Καραγάτσι  | Фтелия     | Φτελιά     | местност З от Спилео         |
| Морафка   | Μπράσκα    | Синапи     | Σινάπι     | местност ЮИ от Спилео        |
| Дона      | Ντόνα      | Донас      | Ντώνας     | връх и местност ЮЗ от Спилео |
| Карути    | Καροΰτι    | Мили       | Μύλοι      | местност Ю от Спилео         |
| Голия     | Γκόλια     | Гимни      | Γυμνή      | връх Ю от Спилео             |
| Бакостива | Μπακοστίβι | Макростиви | Μακροστίβι | връх И от Спилео             |
| Вроцимани | Βροτσιμάχι | Псомомана  | Ψωμομάννα  | връх С от Спилео             |
| Сикопа    | Σικοπά     | Скопас     | Σκοπάς     | връх (834 m) СИ от Спилео    |

| Година    | 1913 | 1920 | 1928 | 1940 | 1951 | 1961 | 1971 | 1981 | 1991 | 2001 | 2011 | 2021 |
| --------- | ---- | ---- | ---- | ---- | ---- | ---- | ---- | ---- | ---- | ---- | ---- | ---- |
| Население | 717  | 657  | 805  | 837  | 561  | 562  | 454  | 531  | 422  | 447  | 187  | 194  |

## Личности
Родени в Спилео
- Адамантиос Манос (1862 - 1908), гръцки андартски капитан, действа заедно с Петрос Манос (Вергас) в Мурик, подпомага митрополит Агатангел Гревенски и през март 1904 посреща Павлос Мелас край Венетикос, участва в сражение край Орляк, а през 1908 е арестуван и екзекутиран[13]
- Атанасиос Митропулос (Αθανάσιος Μητρόπουλος), гръцки андартски деец от трети ред[13]
- Димос Нираникас (Δήμος Νηρανίκας), гръцки андартски деец от трети ред[13]
- Йоанис Папакостас (Ιωάννης Παπακώστας), гръцки андартски деец от трети ред[13]